# O Profeta (2006)
O Profeta (en español El profeta) fue una telenovela brasileña producida y exhibida por TV Globo en el horario de las 18 horas, entre 16 de octubre de 2006 y 11 de mayo de 2007, habiendo totalizado 178 capítulos. 
Esta fue una nueva versión de la telenovela homónima exhibida entre 1977 y 1978, en la TV Tupi, de autoría de Ivani Ribeiro. Fue escrita por Thelma Guedes, Duca Rachid y Júlio Fischer, con la colaboración de André Ryoki y Thereza Falcão, y la supervisión de texto de Walcyr Carrasco; dirigida por Alexandre Boury y Vinícius Coimbra, con la dirección general de Roberto Talma.
La novela contó con los actores Thiago Fragoso y Paola Oliveira como los protagonistas principales, Fernanda Souza y Rodrigo Phavanello como coprotagonistas y cuenta con las participaciones antagónicas de Malvino Salvador, Carol Castro, Dalton Vigh, Samara Felippo, Nívea Maria, Giselle Itié y Luciana Braga.

## Trama
Gira en torno a la historia de Marcos (Thiago Fragoso), un muchacho bonito y carismático, que creció con la facultad de la clarividencia. Siendo pequeño, consiguió prever la muerte de su hermano Lucas, aunque sin conseguir impedirla.
Tras eso, se fue a vivir en 1955 a la ciudad de São Paulo, junto a su hermana Ester y su sobrina Baby (Juliana Didone).
Allí se enamora de Sonia (Paola Oliveira), una mujer hermosa prometida de su primo Camilo, que trabajaba en la fábrica de cristales Áurea, de propiedad del millonario Clóvis Moura (Dalton Vigh). Clóvis tiene un romance secreto con Ruth, la hermana mayor de la profesora Carola (Fernanda Souza), una mujer gorda y desvergonzada que en el fondo tiene un buen corazón y se enamora de Marcos, pero aunque él no le corresponde sus sentimientos, se hacen muy buenos amigos.
Así pasarán diversos intentos de separar a Sonia y Marcos, por parte de Clóvis y Ruth, entre los que se encuentran secuestros, mentiras, dinero, los cuales los protagonistas deben sortear en su historia de amor.

### Final
Finalmente, Wanda confiesa ser la responsable del asesinato a Camilo y es encarcelada: entrega su pequeño hijo a Marcos y Sonia para que lo críen; Clovis vuelve a la ciudad luego de una huida tras su último y fallido intento de raptar y llevarse a Sonia consigo fuera del país, sin embargo, es asesinado por Ruth, la cual es arrestada y llevada a la cárcel.
Teresa y Flavio, Dedé y Joélson, Arnaldo y Carola logran casarse, misma suerte de Sonia y Marcos, quienes finalmente pueden ser libres y felices como siempre se les había impedido.
Se produce un adelanto de 25 años hacia el futuro (1981), donde se ve cómo todos los personajes ya envejecidos presencian la premiación del joven doctor Daniel, el hijo de Sonia y Marcos, por haber ayudado a encontrar la supuesta cura al cáncer.
La teleserie finaliza con la escena de los dos protagonistas, totalmente jóvenes, besándose en una pradera, misma escena que se muestra en el primer episodio, cuando Marcos y Sonia se encuentran por primera vez.

## Elenco

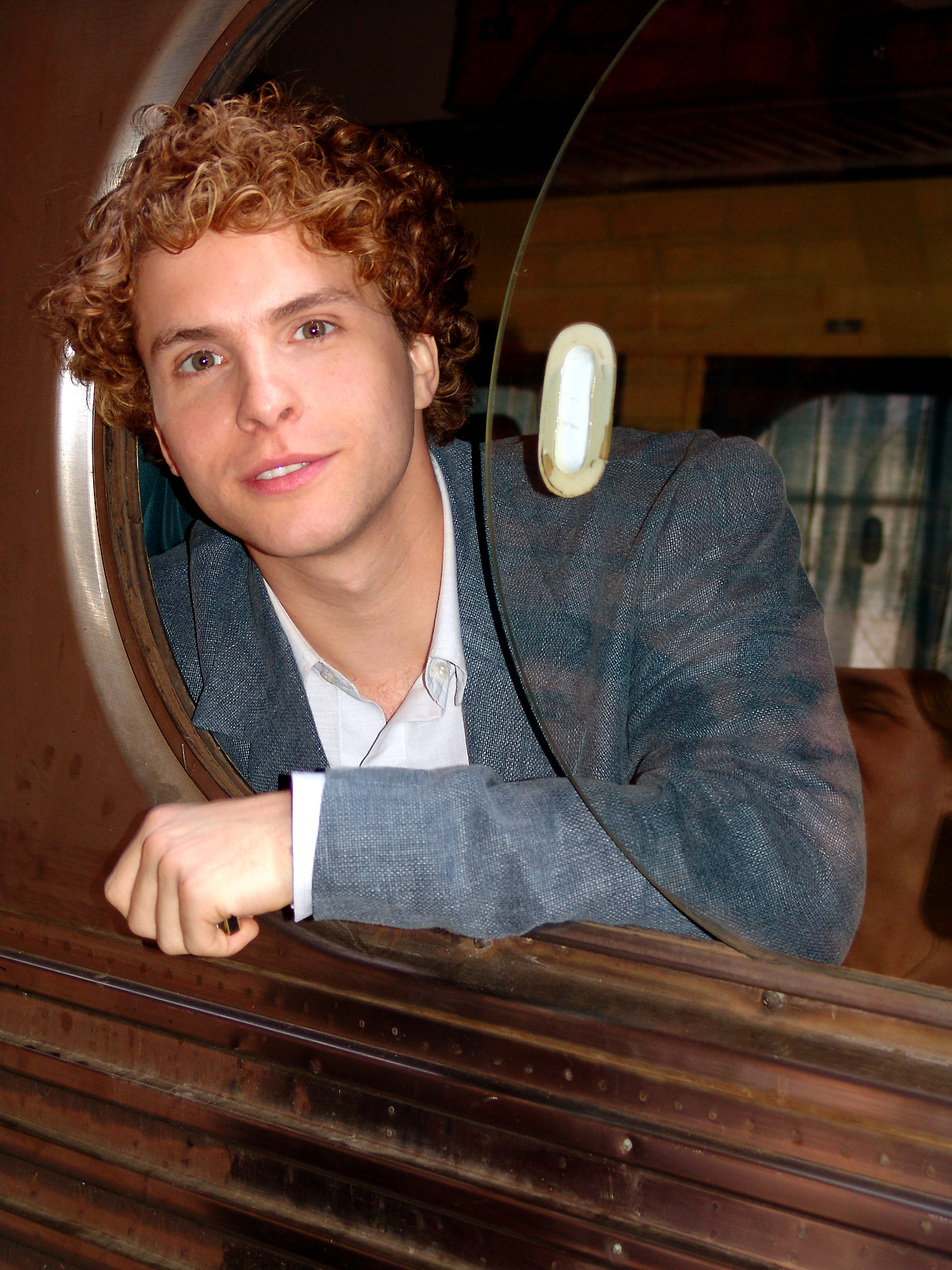
Thiago Fragoso asume el rol de Marcos, el protagonista.

| Actor/Actriz       | Personaje                            |
| ------------------ | ------------------------------------ |
| Thiago Fragoso     | Marcos Oliveira                      |
| Paolla Oliveira    | Sônia Carvalho de Oliveira           |
| Carol Castro       | Ruth Ribeiro de Sousa                |
| Malvino Salvador   | Camilo de Oliveira                   |
| Dalton Vigh        | Clóvis Moura                         |
| Fernanda Souza     | Carola Ribeiro de Sousa              |
| Rodrigo Faro       | Carlos Zucrini Gonçalves (Tainha)    |
| Juliana Didone     | Bárbara de Oliveira Nogueira (Baby)  |
| Daniel Ávila       | Antônio Ribeiro de Souza (Tony)      |
| Nívea Maria        | Maria Luísa Ribeiro de Souza (Lia)   |
| Rodrigo Phavanello | Arnaldo de Almeida Correa (Paspalho) |
| Vera Zimmerman     | Ester de Oliveira Nogueira           |
| Samara Felippo     | Wanda Carvalho (Wandinha)            |
| Fernanda Rodrigues | Gisele da Silva (Gigele)             |
| Carolina Kasting   | Laura de Albuquerque                 |
| Paula Burlamaqui   | Teresa Ribeiro Guimarães Leite       |
| Luís Gustavo       | Piragibe Carvalho                    |
| Zezeh Barbosa      | Deolinda Cardoso (Dedê)              |
| Maurício Mattar    | Henrique Nogueira                    |
| Juliana Baroni     | Miriam Carvalho (Troféu)             |
| Nuno Leal Maia     | Alceu Carvalho                       |
| Rosi Campos        | Rúbia da Silva (Madame Rúbia)        |
| Arlete Montenegro  | Filomena Moura Brandão               |
| Rosina Lobosco     | Joana                                |
| Jandir Ferrari     | Delegado Régis Moreira               |
| Mário Gomes        | Ernesto da Silva                     |
| Luigi Baricelli    | Flávio Leite                         |
| Mauro Mendonça     | Francisco Gomes                      |
| Laura Cardoso      | Abigail Gomes                        |
| Ana Lúcia Torre    | Hilda Vieira                         |
| Armando Babaioff   | Matheus Carvalho de Oliveira         |
| Vitória Pina       | Natália Cardoso                      |
| Caroline Smith     | Ana Lúcia Moura Alencar (Analu)      |
| Luana Dandara      | Margarida                            |
| Simone Soares      | Zélia Salvador                       |
| Andréa Avancini    | Edite Zucrini Gonçalves              |
| Neusa Maria Faro   | Teodora Sanches                      |
| José D'Artagnan Jr | Gilberto Eiras                       |
| Thiago Luciano     | Paulo Gomes (Paulito)                |
| Renato Rabello     | Genésio                              |
| Genézio de Barros  | Olavo Oliveira (Padre Olavo)         |
| Julia Ruiz         | Marília                              |
| Júlia Matos        | Rosa                                 |
| Orã Figueiredo     | Renato Salvador                      |
| Renan Ribeiro      | Benjamin                             |
| Guilherme Vieira   | Zeca                                 |
| Caroline Molinari  | Júlia                                |
| Licurgo Spínola    | Michel Garambone (Dr. Michel)        |
| Cris Vianna        | Profesora Gilda                      |
| Marcela Monteiro   | Dóris                                |
| Hugo Gross         | Jonas Barbosa (Joílson/Joélson)      |
| Luca de Castro     | Tarcísio Gomes                       |
| Rogério Falabella  | Diógenes Fonseca (Dr. Diógenes)      |
| Gabriel Canella    | Isaías                               |

### Participaciones Especiales
| Actor/Actriz          | Personaje                |
| --------------------- | ------------------------ |
| Giselle Itié          | Sabine Levy              |
| Henrique Ramiro       | Lucas Oliveira           |
| Simone Spoladore      | Luci Carvalho            |
| Débora Olivieri       | Julieta                  |
| Edward Boggis         | Pelópidas                |
| Renata Castro Barbosa | Cida                     |
| Sérgio Mamberti       | Josias Abra              |
| Castro Gonzaga        | Dr. Klaus Becker         |
| Luciana Braga         | Sofia de Abranches Leite |
| Vanessa Vholker       | Leila Campos             |
| Mônica Torres         | Marisa Monettia          |
| Tarciana Saad         | Rebeca                   |
| Wagner Molina         | Raj Ahad                 |
| Nicette Bruno         | Dona Cleide              |
| Vera Holtz            | Ana de Oliveira          |
| Stênio Garcia         | Jacó de Oliveira         |
| Gabriel Moura         | Marcos (niño)            |

## Curiosidades
- En la versión original de la telenovela (exhibida en 1977), el personaje de Marcos se llama Daniel, y Clóvis en realidad no era un hombre malvado: simplemente tenía conflictos con su hija Analú.

- La actriz Fernanda Souza subió ocho kilos para interpretar el papel de Carola.[1]

- Thiago Fragoso, quien interpretó el rol de Marcos, se enfermó en medio de las grabaciones de la teleserie de neumonía y sinusitis.[2] Tuvo que alejarse unas semanas de las grabaciones y para justificar la ausencia del personaje, se creó un secuestro encargado por Clóvis (Dalton Vigh) para el personaje de Marcos.

## Banda sonora
- 1.Além do olhar - Ivo Pessoa (tema de apertura y tema de Marcos y Sonia)
- 2.Fascinação (Fascination) - Elis Regina (tema de Carola)
- 3.Fora de hora - Joyce (tema de Teresa y Enrique)
- 4.Caminos cruzados - Gal Costa (tema de Arnaldo)
- 5.Beija-me - Zeca Pagodinho (tema de Madame Rúbia y Ernesto)
- 6.Em flor (Too Young) - Thais Bonizzi (tema de Carola)
- 7.Only you - Oseas (tema de Dedé y Joélson)
- 8.Para ficar - Juliana Diniz (tema de Gisele y Trucha)
- 9.I need you - Liverpool Kids (tema de Baby y Tony)
- 10.Y tan sublime el amor - Cauby Peixoto (tema de Alceu y Míriam)
- 11.Del fondo de mi corazón - Erasmo Carlos y Adriana Calcanhoto (tema de Teresa y Arnaldo)
- 12.Close to you - Cídia y Dan (tema de Marcos y Sonia)
- 13.Molambo - The Originals (tema del núcleo de Rúbia)
- 14.You are my destiny - Oseas (tema de Ruth)